# Leopoldo Fregoli

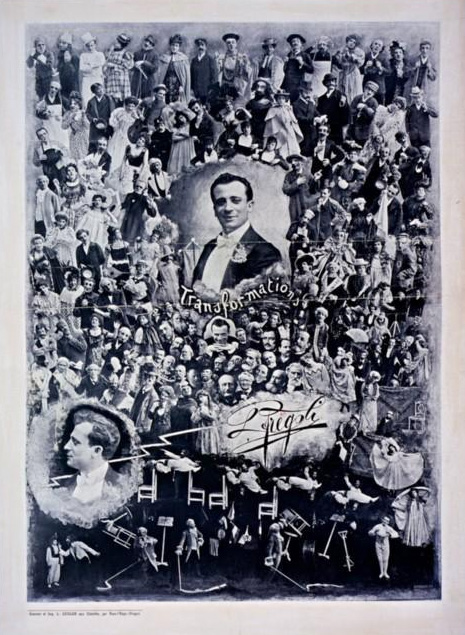
Affiche (1900).

Leopoldo Fregoli, né le 2 juillet 1867 à Rome et mort le 26 novembre 1936 à Viareggio, est acteur, réalisateur, ventriloque et musicien italien, réputé pour ses changements de costumes très rapides, un transformiste qui a été jusqu'à interpréter cent rôles costumés dans le même spectacle.

## Biographie
À Lyon, au théâtre des Célestins, il rencontre Auguste Lumière, qui lui vend un appareil de projection avec autorisation de l’utiliser, qu'il modifiera et qu'il baptisera le Frégoligraphe  et avec lequel il tournera ses premiers films en pionnier du cinéma. C'est grâce à ce Frégoligraphe qu'il termine certaines performances, par une projection de vues montrant ses transformations en coulisse (cf. Fregoli retroscena),.
Installé à Paris, d'abord au Trianon à Montmartre puis à l'Olympia, où il fait un triomphe pendant sept mois à guichets fermés, il monte un spectacle spécial dit du « théâtre à l'envers » pour démontrer qu'il est seul en scène et qu'aucun comparse ne le remplace pendant les différentes transformations (il dispose néanmoins d'une vingtaine de costumiers qui participent à l'action en coulisse). Il fréquente la communauté artistique italienne installée à Paris, dont le caricaturiste César Giris.
Leopoldo Fregoli a tourné dans plusieurs grandes villes du monde.
À 18 ans, il travaille comme apprenti horloger, et se fait passer un jour pour une cliente. Il est ensuite envoyé en Afrique, à Massaoua, lors du conflit italo-éthiopien. L'armée y a dressé un théâtre de fortune ; un jour que les acteurs du troisième régiment d'infanterie étaient envoyés en opération, Leopoldo se proposa de jouer seul tous les rôles de la pièce : le gouverneur le félicita pour sa prestation. La campagne finie, Fregoli fonda à Rome la Compagnie internationale des Variétés. Ainsi débuta sa triomphale tournée qui allait durer un quart de siècle. Il fit un triomphe dans de nombreuses capitales et se retira en 1918 au sommet de sa gloire.
En février 1906, il donne une interview au magazine Lecture pour tous.
Sa tombe à Viareggio porte comme épitaphe : « Ici Léopoldo Frégoli a accompli son ultime transformation ».

## Postérité
Il donna son nom au mot « frégolisme ». En 1927, Paul Courbon et Gabriel Fail décrivent le syndrome d'illusion de Fregoli en référence à cet acteur,.

## Filmographie
Fregoli tourne une trentaine de films en 1897 et 1899. Ces films sont conservés à la Cinémathèque nationale italienne de Rome et ont été restaurés par le CNC en 1995. Voici une liste non-exhaustive :
- 1897 : Partie de cartes
- 1897 : Fregoli al caffe
- 1897 : Fregoli in Palcoscenico
- 1897 : Danse serpentine [I]
- 1898 : Fregoli al restaurant [II]
- 1898 : Segreto per vestirci con aiuto [II]
- 1898 : Fregoli retroscena [I]
- 1898 : Fregoli retroscena [II]
- 1898 : Pere Cotte
- 1898 : Fregoli donna
- 1899 : Fregoli al restaurant [I]
- 1899 : Fregoli e signora al restaurant
- 1899 : Bianco e nero
- 1899 : Fregoli giochi di prestigio [I]
- 1899 : Fregoli soldato [I]
- 1899 : Burla al marito [I]
- 1899 : Burla al marito [II]
- 1899 : Fregoli barbiere
- 1899 : Maestri di musica (Rossini, Wagner, Verdi, Mascagni)
- 1899 : La serenata di Fregoli
- 1899 : Fregoli transformista